# Chiesa di Sant'Andrea Apostolo (Artogne)
La Chiesa di Sant'Andrea Apostolo è un luogo di culto cattolico di Artogne, in provincia e diocesi di Brescia; fa parte del zona pastorale della Bassa Val Camonica ed è sussidiaria della parrocchiale dei Santi Cornelio e Cipriano.

## Storia
La chiesa viene edificata nel XV secolo, anni nei quali viene anche realizzato l'apparato decorativo. Nel 1575 il Vescovo di Brescia Domenico Bollani visita la chiesa, decretando che venga aperto un oculo sopra al portale di ingresso e due finestre e che inoltre venga sistemato il pavimento.. La chiesa viene visitata anche da san Carlo Borromeo nel 1580.
Tra il 1958 e il 1963 si svolgono dei lavori di restauro dell'apparato decorativo, grazie ai quali vengono riportati alla luce molteplici affreschi, coperti dalle numerose imbiancature delle pareti, dovute al fatto che la chiesa in passato è stata un lazzaretto per i malati di peste e colera. Nel 1958 viene anche fatta demolire la preesistente scaletta esterna e la loggia interna alla chiesa.

## Descrizione

### Esterno

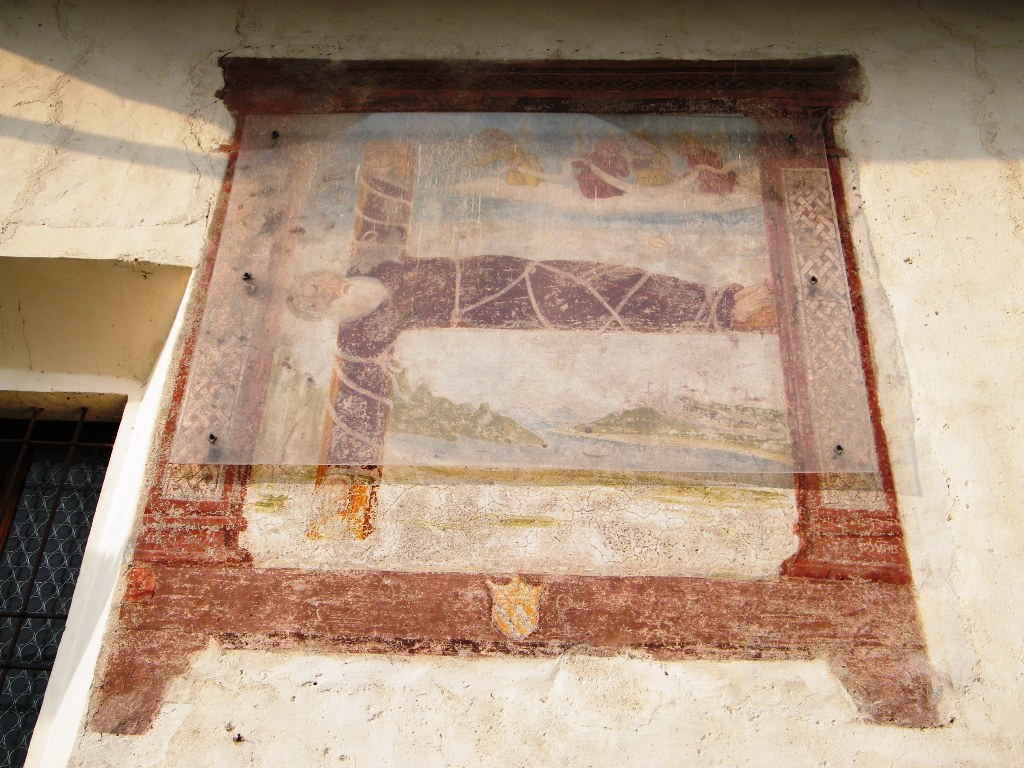
Pittura di S. Andrea

La chiesa è anticipata da un piccolo sagrato lasciato a prato, e presenta una facciata a capanna, con aperture centrali di cui un portale ed un rosone soprastante.

### Interno
L'interno è ad aula unica, con copertura a due falde con elementi in legno e laterizi a vista, e presenta lacerti di affreschi sulla larete destra. Il presbiterio, separato da alta cancellata in ferro, è rialzato e quadrangolare, con copertura voltata a botte, e fondale absidale piano su di cui è impostato l'altare maggiore con la relativa soasa. A fianco della chiesa vi è il campanile, provvisto di una sola campana.